# Partit Socialista Revolucionari Somali
El Partit Socialista Revolucionari Somali o Partit Socialista Revolucionari de Somàlia, PSRS (somali: Xisbiga Hantiwadaagga Kacaanka Soomaaliyeed, XHKS) fou el partit dirigent de l'estat a Somàlia des de la seva creació el 1976 fins al 1991.

## Història
L'XHKS fou creat pel règim militar comunista del general Siad Barre sota pressió soviètica que volien l'establiment d'un partit dirigent marxista-leninista. El congrés fundacional es va fer el juny de 1976 i es va escollir un comitè central amb Siad Barre com a secretari general. Els cinc membres del politburó foren el tinent general Mahammad Ali Samantar (vicepresident), el major general Husseen Kulmiye (2nd vicepresident), el general de Brigada Ahmad Sulaymaan Abdullah, i el general de brigada Ismail Ali Abukor (aquest després fou substituït pel general de brigada Ahmad Mahamuud Faarah). El quadres incloïen alguns comunistes destacats com Abdulrahman Aidiid, Mohamed F. Weyrah (conegut economista) i Abukar Sh. M Hussien. La constitució li va atribuir un paper dirigent a l'estat i el monopoli de l'activitat i poder polític.
Entre 1976 i 1977 va col·laborar amb els partits comunistes europeus, especialment el de la Unió Soviètica i el Partit Socialista Unificat d'Alemanya (Oriental); aquest darrer va iniciar un programa d'assistència per la creació de l'escola del partit. Després del trencament amb la Unió Soviètica i Cuba que donaven suport a Etiòpia per l'Ogaden, es van produir escissions. Un cop d'estat militar el 9 d'abril del 1978 (conegut com a Nova Aprile) va fracassar. El 1981 van sorgir faccions oposades al règim, especialment el Moviment Nacional Somali i el Front Democràtic de Salvació de Somàlia.
Tot i el trencament amb els seus aliats comunistes, el partit es va mantenir com a únic legal i marxista-leninista. Però a partir de 1978 van jugar més les lleialtats de clan que les ideològiques i si bé el partit sempre va tenir caràcter per damunt dels clans, de fet tres clans en van tenir el control efectiu. El 1991 el règim fou enderrocat per una revolució armada de diversos grups; llavors membres del PSRS i de l'exèrcit van formar el Front Nacional Somali.
L'organització tenia una branca d'intel·ligència (Baadhista xisbiga) paral·lela als serveis d'intel·ligència de l'estat i als grups paramilitars del règim. Va arribar a tenir vint mil afiliats. Va celebrar tres congressos, el darrer el 1986, quan es va renovar profundament el comitè central.